# Meridià 38 a l'oest
El meridià 38 a l'oest de Greenwich és una línia de longitud que s'estén des del pol Nord travessant l'oceà Àrtic, Groenlàndia, Amèrica del Sud, l'oceà Atlàntic, l'oceà Antàrtic, i l'Antàrtida fins al pol Sud.
El meridià 38 a l'oest forma un cercle màxim amb el meridià 142 a l'est. Com tots els altres meridians, la seva longitud correspon a una semicircumferència terrestre, uns 20.003,932 km. Al nivell de l'Equador, és a una distància del meridià de Greenwich de 4.230 km.

## De Pol a Pol
Començant en el pol Nord i dirigint-se cap al pol Sud, aquest meridià travessa:
| Coordenades                             | País, territori o mar                    | Notes |
| --------------------------------------- | ---------------------------------------- | --- |
| 90° 0′ N, 38° 0′ O / 90.000°N,38.000°O  | Oceà Àrtic                               | |
| 83° 38′ N, 38° 0′ O / 83.633°N,38.000°O | Mar de Lincoln                           | |
| 83° 30′ N, 38° 0′ O / 83.500°N,38.000°O | Groenlàndia                              | |
| 65° 56′ N, 38° 0′ O / 65.933°N,38.000°O | Fiord Sermilik                           | |
| 65° 43′ N, 38° 0′ O / 65.717°N,38.000°O | Groenlàndia                              | Illa Ammassalik |
| 65° 41′ N, 38° 0′ O / 65.683°N,38.000°O | Oceà Atlàntic                            | |
| 4° 15′ S, 38° 0′ O / 4.250°S,38.000°O   | Brasil                                   | Ceará Rio Grande do Norte — des de 5° 34′ S, 38° 0′ O / 5.567°S,38.000°O Paraíba — des de 6° 26′ S, 38° 0′ O / 6.433°S,38.000°O Pernambuco — des de 7° 46′ S, 38° 0′ O / 7.767°S,38.000°O Alagoas — des de 9° 9′ S, 38° 0′ O / 9.150°S,38.000°O Sergipe — des de 9° 32′ S, 38° 0′ O / 9.533°S,38.000°O estat de Bahia — per uns 2 km des de 9° 38′ S, 38° 0′ O / 9.633°S,38.000°O Sergipe — des de 9° 39′ S, 38° 0′ O / 9.650°S,38.000°O Bahia — des de 9° 49′ S, 38° 0′ O / 9.817°S,38.000°O Sergipe — des de 10° 46′ S, 38° 0′ O / 10.767°S,38.000°O Bahia — per uns 4 km des de 11° 12′ S, 38° 0′ O / 11.200°S,38.000°O Sergipe — des de 11° 14′ S, 38° 0′ O / 11.233°S,38.000°O Bahia — des de 11° 24′ S, 38° 0′ O / 11.400°S,38.000°O |
| 12° 35′ S, 38° 0′ O / 12.583°S,38.000°O | Oceà Atlàntic                            | |
| 54° 0′ S, 38° 0′ O / 54.000°S,38.000°O  | Illes Geòrgia del Sud i Sandwich del Sud | Illa de Geòrgia del Sud |
| 54° 4′ S, 38° 0′ O / 54.067°S,38.000°O  | Oceà Atlàntic                            | |
| 60° 0′ S, 38° 0′ O / 60.000°S,38.000°O  | Oceà Antàrtic                            | |
| 77° 52′ S, 38° 0′ O / 77.867°S,38.000°O | Antàrtida                                | Antàrtida Argentina, reclamat per Argentina · Territori Antàrtic Britànic, reclamat per Regne Unit |